# Mezenivka, Krasnopillea
Mezenivka (în ucraineană Мезенівка) este localitatea de reședință a comunei Mezenivka din raionul Krasnopillea, regiunea Sumî, Ucraina.

## Demografie
Componența lingvistică a localității Mezenivka
     Ucraineană (90,1%)
     Rusă (8,64%)
     Alte limbi (0,86%)
Conform recensământului din 2001, majoritatea populației localității Mezenivka era vorbitoare de ucraineană (90,1%), existând în minoritate și vorbitori de rusă (8,64%).